# あっぷる学園応援部
あっぷる学園応援部（あっぷるがくえんおうえんぶ）は、2011年に結成された長野県のご当地女性アイドルグループ。

## 概要
信州プロレス代表グレート☆無茶のプロデュースにより誕生したグループで、メンバーは「信州プロレス女子部」と「長野美少女図鑑」から選抜された。

上田市の元映画館「上田映劇」をホーム劇場として活動していた。
2013年8月、NHK連続テレビ小説「あまちゃん」で企画された、地元のローカルアイドルがご当地自慢を紹介する町おこしキャンペーン「全国『あまちゃん』マップ」で長野県担当に選ばれた。
2019年2月16日に解散。